# فرنسيس باي
فرنسيس باي هو ملحن بلجيكي، ولد في 27 ديسمبر 1914 في ريجيفورسل ‏ في بلجيكا، وتوفي في 24 أبريل 2005 في بونهيدان ‏ في بلجيكا.

## وصلات خارجية
- فرنسيس باي على موقع IMDb (الإنجليزية)
- فرنسيس باي على موقع ميوزك برينز (الإنجليزية)
- فرنسيس باي على موقع ديسكوغز (الإنجليزية)